# Huang Wen-Po
Huang Wen-Po (黃文博T, 黄文博S, Huáng WénbóP; 29 ottobre 1970) è un ex giocatore di baseball taiwanese.

## Palmarès

### Olimpiadi
- Argento a Barcellona 1992.